# Tsukushi Haruka
Tsukushi Haruka (en japonés: (春輝つくし, Haruka Tsukushi) (Kamisu, 6 de septiembre de 1997) es una ex luchadora profesional japonesa. Entrenada por Emi Sakura, Tsukushi debutó para su promoción Ice Ribbon en enero de 2010 como parte de una serie de prueba con Kurumi. Tras ganar la votación de los aficionados, Tsukushi se convirtió en parte oficial del roster de Ice Ribbon el siguiente mes de marzo y desde entonces ha luchado regularmente para la promoción. 
Ha sido una vez campeona de ICE×60, diez veces campeona de International Ribbon Tag Team y tres veces campeona de IW19. Los logros de Tsukushi fuera de Ice Ribbon incluyen la victoria en el campeonato Ironman Heavymetalweight de DDT Pro-Wrestling, el Tag League the Best 2014 de JWP Joshi Puroresu y el REINA World Tag Team Championship de REINA Joshi Puroresu.

## Carrera profesional

### Ice Ribbon (2009–2022)

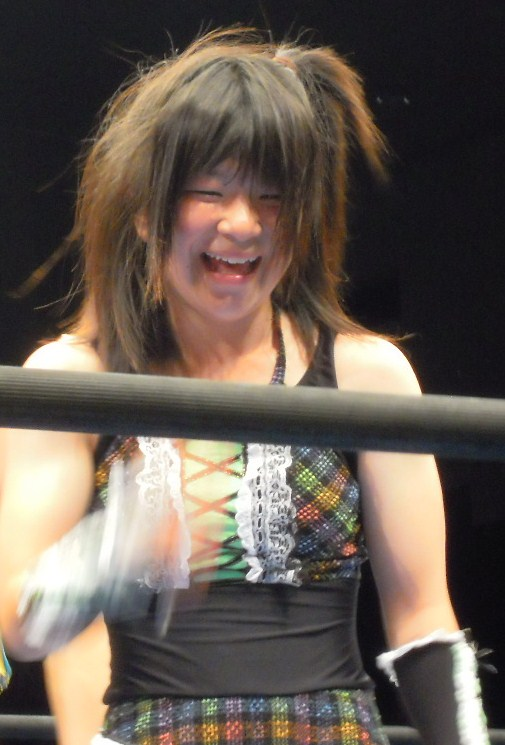
Haruka en septiembre de 2010.

En diciembre de 2009, Tsukushi, que entonces tenía sólo doce años, y Kurumi, de nueve, comenzaron a entrenar lucha profesional bajo la dirección de Emi Sakura en el dojo de su promoción Ice Ribbon en Saitama. Las sesiones de entrenamiento de Tsukushi con Sakura tenían lugar principalmente los fines de semana, mientras que los días laborables permanecía en su ciudad natal, Kamisu, entrenando lucha amateur con un equipo de lucha masculina de la escuela secundaria local.
En enero de 2010, Tsukushi y Kurumi fueron inscritas en una serie de prueba, en la que ambas competían en combates de tres minutos de duración en eventos de Ice Ribbon, y los asistentes tenían derecho a votar para decidir cuál de ellas debía convertirse en miembro permanente de la plantilla; la primera en alcanzar 500 votos ganaría la serie. Tsukushi hizo su debut en la lucha profesional el 16 de enero, cuando luchó contra Chii Tomiya hasta un empate de tres minutos. Durante los dos meses siguientes, Tsukushi también luchó contra Emi Sakura en dos ocasiones, Mai Ichii en tres ocasiones, y Chii Tomiya y Hamuko Hoshi en una ocasión hasta un empate por tiempo límite, antes de sufrir su primera derrota el 6 de marzo, contra Miyako Matsumoto.
El 13 de marzo, Tsukushi y Kurumi fueron derrotadas en un combate por parejas por Chii Tomiya y Riho. Tras el combate, se anunció que Tsukushi había ganado la serie de prueba con 506 votos de los fans frente a 379 y que, por tanto, se había ganado el derecho a formar parte del plantel de Ice Ribbon. El 29 de abril, Tsukushi consiguió su primera victoria al derrotar a Tomiya en un combate por equipos, estrenando su maniobra de finalización, Harukaze ("Brisa de primavera").
El 22 de mayo, Tsukushi batió el récord de la victoria más rápida de la historia de Ice Ribbon al derrotar a Emi Sakura en sólo cinco segundos. La victoria le valió una oportunidad en el Campeonato ICE×60 de Sakura, el título más importante de la compañía. Sin embargo, fue derrotada en el combate por el título el 5 de junio. El 11 de julio, Tsukushi debutó en la promoción NEO Japan Ladies Pro Wrestling, perdiendo ante su compañera Makoto.
El primer año de Tsukushi en la lucha libre profesional terminó con su mayor combate hasta la fecha, cuando hizo equipo con Natsuki☆Taiyo y Sayaka Obihiro el 29 de diciembre en un evento principal de 24 minutos, donde fueron derrotadas por Emi Sakura, Nanae Takahashi y Yoshiko Tamura.
El 22 de marzo de 2011, Tsukushi participó en un torneo para coronar a la primera campeona de Internet Wrestling 19; un título disputado exclusivamente en el programa Ustream 19 O'Clock Girls ProWrestling de Ice Ribbon. Tras derrotar a Mochi Miyagi en su primer combate, Tsukushi pasó a la final, donde consiguió una sorprendente victoria sobre la actual campeona de ICE×60, International Ribbon Tag Team y Triangle Ribbon, Tsukasa Fujimoto, ganando su primer título y convirtiéndose en la campeona inaugural de IW19.
El 31 de marzo, Tsukushi debutó en Smash en Smash.15, formando equipo con Hikari Minami y Riho para derrotar a Emi Sakura, Makoto y Mochi Miyagi en un combate por equipos de seis mujeres. Cinco días más tarde, Tsukushi defendió con éxito el título contra Makoto en un episodio de 19 O'Clock Girls ProWrestling co-promovido por Ice Ribbon y Osaka Pro Wrestling.
Al día siguiente, Tsukushi y Riho desafiaron sin éxito a Emi Sakura y Ray por el International Ribbon Tag Team Championship. También en abril, Hikari Minami y Riho empezaron a producir sus propios eventos de lucha profesional bajo el nombre de "Teens", que también se convirtió en el nombre del stable informal, que además de las dos incluía a Tsukushi, Dorami Nagano y Kurumi.
El 24 de abril, Tsukushi fue derrotada por Riho en el evento principal de Teens.1.28] Como resultado de su victoria sobre Tsukasa Fujimoto en la final del torneo del Campeonato IW19, Fujimoto aceptó defender el Campeonato ICE×60 contra Tsukushi. El combate por el título tuvo lugar el 5 de mayo en el evento principal del Golden Ribbon en el Korakuen Hall, donde Fujimoto retuvo su título.
El 13 de mayo, Tsukushi realizó su tercera defensa del Campeonato IW19, derrotando a Chii Tomiya. El 27 de mayo, perdió el título ante Hikari Minami en su cuarta defensa, poniendo fin a su reinado en 66 días.
El 11 de junio, Tsukushi batió su propio récord de victoria más rápida en la historia de Ice Ribbon al vencer a Emi Sakura en cuatro segundos. Al día siguiente, Tsukushi luchó en un evento producido por la cuadra Jungle Jack 21, enfrentándose a la líder del grupo, la veterana de joshi Aja Kong, en un esfuerzo perdedor. En una entrevista posterior al combate, Kong elogió a su joven oponente, comparándola con la leyenda del joshi Manami Toyota.

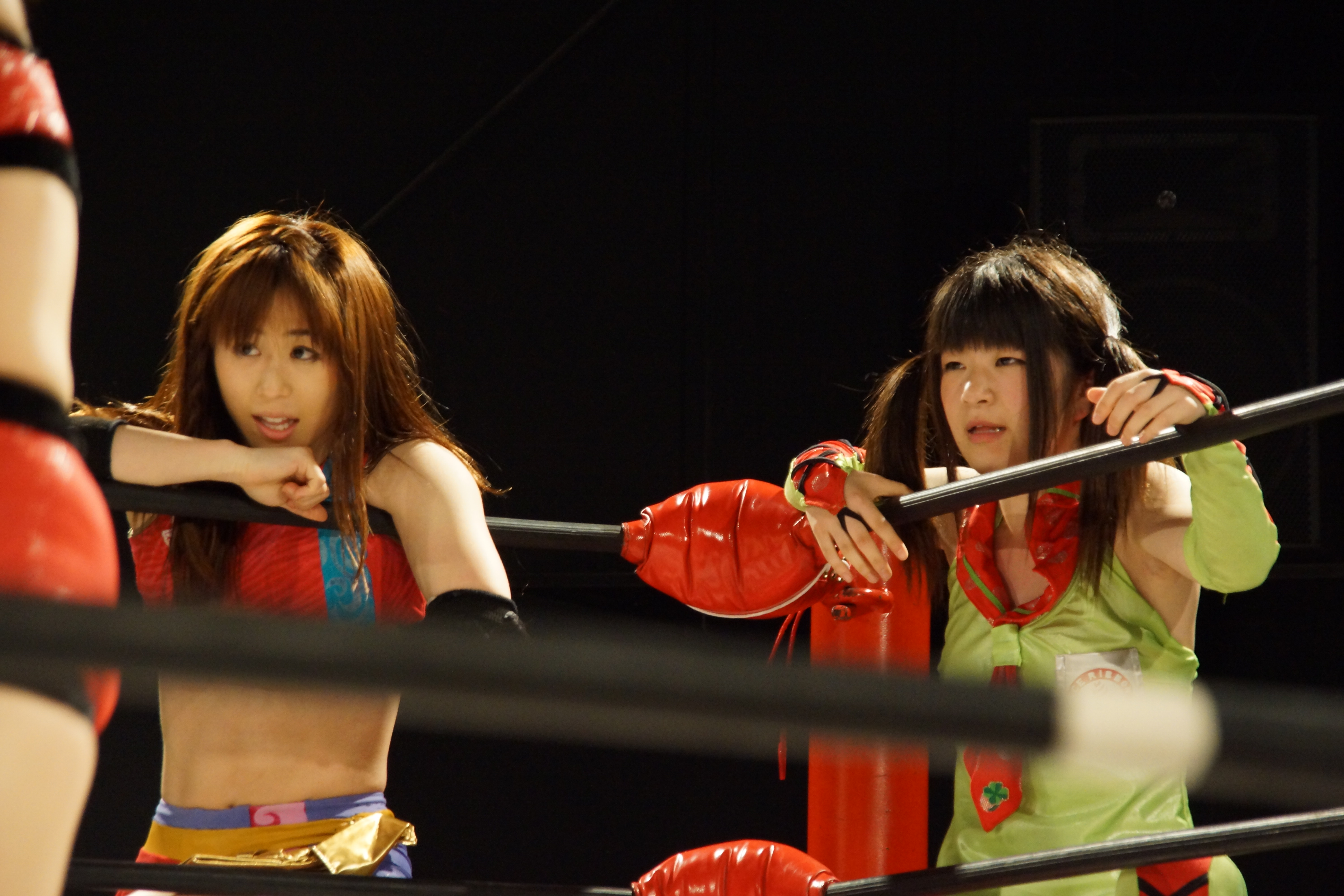
Tsukushi y Tsukasa Fujimoto en abril de 2012.

Tsukushi recibió otra oportunidad por el Campeonato ICE×60 el 19 de junio en Teens.III, pero fue derrotada de nuevo por Tsukasa Fujimoto. El 10 de julio, en el Yokohama Ribbon, Tsukushi fue derrotada en un combate individual por la independiente Manami Toyota y, posteriormente, volvió a ser elogiada por su rival, que le llevaba 23 años de ventaja en experiencia. Tsukushi y Toyota tuvieron la revancha el 21 de agosto en el Fushigi no Kuni no Ice, donde Toyota volvió a salir victoriosa.
El 16 de septiembre, Tsukushi intentó recuperar el Campeonato IW19, pero fue derrotada en la final de un torneo por el título vacante por su antigua compañera de entrenamiento Kurumi. El 24 de septiembre, Tsukushi formó equipo con Manami Toyota en un torneo por el Campeonato Internacional por Equipos de Cinta vacante. Tras derrotar al equipo de Kurumi y Ray en la primera ronda y a los antiguos campeones Muscle Venus (Hikaru Shida y Tsukasa Fujimoto) en las semifinales, Tsukushi y Toyota fueron derrotadas en la final por las representantes de la promoción rival de Ice Ribbon, Sendai Girls' Pro Wrestling, Dash Chisako y Sendai Sachiko.
Antes de dejar Ice Ribbon, Toyota sugirió que Tsukushi formara un nuevo tag team con Tsukasa Fujimoto; las dos siguieron la sugerencia y bautizaron a su nuevo equipo como "Dropkickers". El 15 de octubre, las Dropkickers lucharon contra Chisako y Sachiko hasta un empate con límite de tiempo de veinte minutos; como resultado, el título fue declarado de nuevo vacante.
Al día siguiente, Tsukushi derrotó a Riho para ganarse el derecho a representar a Ice Ribbon en el torneo Joshi Puroresu Dantai Taikou Flash de Sendai Girls, un torneo de eliminación simple, en el que se enfrentaron diferentes promociones de joshi. El 27 de octubre, el equipo Ice Ribbon (Tsukushi, Emi Sakura, Hikari Minami, Hikaru Shida y Tsukasa Fujimoto) fue eliminado del torneo en la primera ronda por el equipo Sendai Girls' (Meiko Satomura, Dash Chisako, Kagetsu, Miyako Morino y Sendai Sachiko), cuando Tsukushi fue inmovilizada por Chisako.
El 2 de diciembre, Tsukushi derrotó a Kurumi para recuperar el Campeonato IW19. La rivalidad entre Ice Ribbon y Sendai Girls' culminó el 25 de diciembre en RibbonMania 2011, donde Tsukushi y Emi Sakura se enfrentaron a Meiko Satomura y Sendai Sachiko en un combate por el vacante International Ribbon Tag Team Championship. Tsukushi ganó el combate para su equipo y para Ice Ribbon al vencer a Sachiko, ganando así el International Ribbon Tag Team Championship por primera vez.
Sin embargo, como Sakura había anunciado justo antes del combate que dejaría Ice Ribbon al mes siguiente, su reinado y el de Tsukushi duraron solo tres días antes de perder el título ante Hikaru Shida y Maki Narumiya. El 7 de enero de 2012, Tsukushi derrotó a Sakura en su combate de despedida de Ice Ribbon.
El 8 de enero, Tsukushi participó en el evento de jubilación de Bull Nakano, participando en un combate especial por equipos de diez mujeres, en el que cada equipo incluía supuestamente a luchadoras de diez, veinte, treinta, cuarenta y cincuenta años. En el combate, Tsukushi, Dump Matsumoto, Kyoko Inoue, Leon y Sawako Shimono derrotaron a Cherry (la única luchadora del combate cuya edad real no se conocía públicamente), Jaguar Yokota, Manami Toyota, Natsuki☆Taiyo y Tomoka Nakagawa.
De vuelta a Ice Ribbon, Tsukushi pasó a formar un tag team regular con Tsukasa Fujimoto. El 14 de enero, Tsukushi aplastó a ICE×60 y al campeón del International Ribbon Tag Team, Hikaru Shida, en un combate por equipos, en el que ella y Fujimoto se enfrentaron a Shida y Kurumi. El 25 de enero, Fujimoto pidió una oportunidad para el International Ribbon Tag Team Championship para las Dropkickers. El reto fue aceptado por Shida, que se vengó de su derrota ante Tsukushi al derrotarla en un combate sin título cuatro días más tarde.
El 5 de febrero, en el Ribbon de Yokohama, Tsukushi y Fujimoto derrotaron a Shida y Maki Narumiya para convertirse en las nuevas campeonas del International Ribbon Tag Team. Tsukushi y Fujimoto hicieron su primera defensa del título el 20 de marzo en el Ice Ribbon March 2012, derrotando al equipo de Kurumi y Manami Toyota. Tres días después, Tsukushi perdió el Campeonato IW19 ante Kurumi en su primera defensa, poniendo fin a su segundo reinado con 112 días.
El 5 de mayo, Tsukushi y Fujimoto perdieron el International Ribbon Tag Team Championship ante las Happy Makers (Aoi Kizuki y Sayaka Obihiro) en el evento principal del Golden Ribbon 2012, poniendo fin a su reinado con 90 días. Tsukushi y Fujimoto recuperaron el título de las Happy Makers el 17 de junio en el evento del sexto aniversario del Ice Ribbon.
El 23 de junio, Tsukushi sorprendió a Fujimoto tras un combate por equipos y la inmovilizó para ganar el Ironman Heavymetalweight Championship de DDT Pro-Wrestling, aprovechando una norma por la que el campeón podía ser inmovilizado o sometido en cualquier momento y lugar. Poco después, Tsukushi perdió cómicamente el título contra una de las alfombras del ring de Ice Ribbon. El 15 de julio, en Sapporo Ribbon 2012, Tsukushi y Fujimoto perdieron el International Ribbon Tag Team Championship ante Miyako Matsumoto y Neko Nitta en su primera defensa del título.
El 31 de julio, Tsukushi debutó con el DDT, participando en un "Ice Ribbon offer match", en el que ella y Maki Narumiya fueron derrotadas por Hikaru Shida y Neko Nitta. A continuación, Tsukushi formó un tag team con su antigua compañera de entrenamiento y rival en el Campeonato IW19, Kurumi, y ambas derrotaron a Aki Shizuku y Hikari Minami, a Maki Narumiya y Tsukasa Fujimoto, y a Hikaru Shida y Neko Nitta en sendos combates de tag team para convertirse en las aspirantes número uno al Campeonato Internacional Ribbon Tag Team.
El 12 de agosto, Tsukushi y Kurumi debutaron con Reina X World, derrotando a la Campeona Internacional de Tag Team Neko Nitta y a la Campeona Mundial de Tag Team Hikaru Shida en un combate por equipos, en el que Tsukushi venció a Nitta. El 19 de agosto, Tsukushi y Kurumi derrotaron a Miyako Matsumoto y Neko Nitta para ganar el Campeonato Internacional de Tag Team, iniciando así el cuarto reinado de Tsukushi con el título.
El 22 de septiembre, Tsukushi y Tsukasa Fujimoto participaron en un evento que celebraba el 25º aniversario de Manami Toyota en la lucha profesional, formando equipo con Toyota en un combate por equipos de seis mujeres, donde fueron derrotadas por Aja Kong, Kyoko Inoue y Tsubasa Kuragaki. Al día siguiente, en Ribbon no Kishitachi 2012, Tsukushi y Kurumi, con una edad combinada de 27 años, realizaron su primera defensa con éxito del International Ribbon Tag Team Championship contra BBA38 (Cherry y Meari Naito), con una edad combinada de 76 años. 

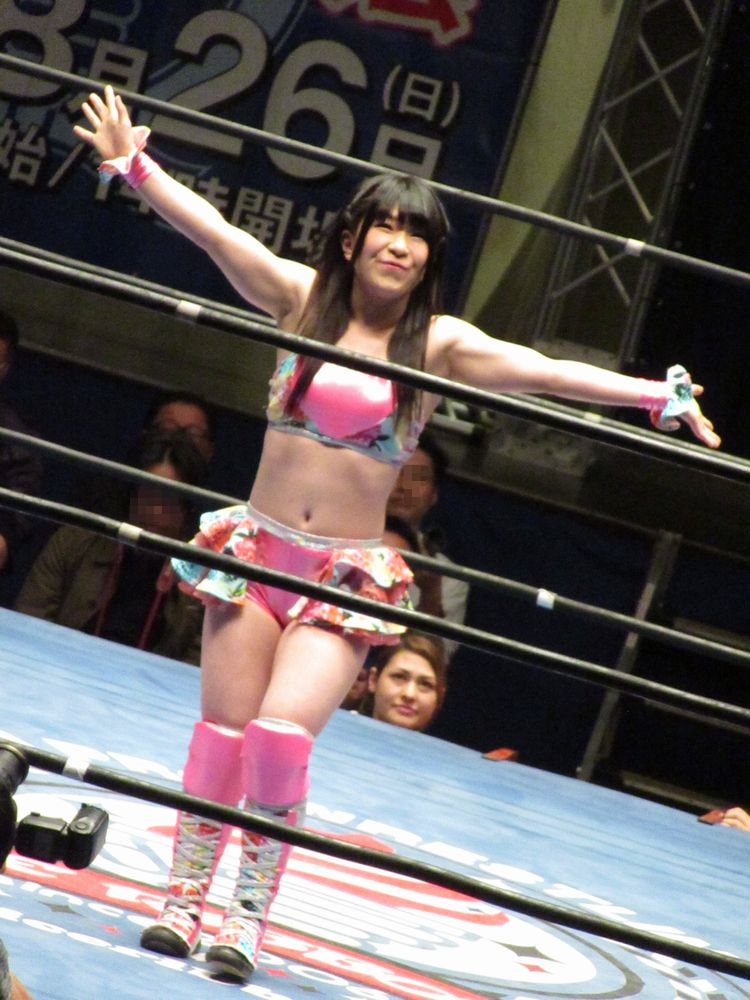
Tsukushi en marzo de 2018.

Tras la victoria, Tsukushi anunció que estaba estudiando inglés con el objetivo de defender el International Ribbon Tag Team Championship en el extranjero. El 8 de octubre, Tsukushi y Kurumi formaron el stable Seishun Midori con Aoi Kizuki. El 28 de octubre, en el Yokohama Ribbon III de 2012, la cuadra disputó su primer combate conjunta y derrotó a Maki Narumiya, Neko Nitta y Nozomi en un combate por equipos de seis mujeres. El 25 de noviembre, en el Nagoya Ribbon II de 2012, Tsukushi y Kurumi participaron en un torneo por equipos de un día de duración, en el que se vieron obligadas a poner en juego el International Ribbon Tag Team Championship en todos sus combates. Sin embargo, se les dio un bye directamente a las semifinales del torneo.
Tras derrotar a BBA38 en su combate de semifinales, Tsukushi y Kurumi perdieron el International Ribbon Tag Team Championship ante Muscle Venus (Hikaru Shida y Tsukasa Fujimoto) en un combate final, en el que también se disputó el Reina World Tag Team Championship. El 31 de diciembre, en RibbonMania 2012, Tsukushi y su otra compañera de Seishun Midori, Aoi Kizuki, derrotaron a Kyoko Kimura y Sayaka Obihiro para ganar no sólo el International Ribbon Tag Team Championship, sino también el Reina World Tag Team Championship, un título propiedad de la promoción Reina X World. Al iniciar su quinto reinado, Tsukushi empató el récord de Emi Sakura de más reinados como International Ribbon Tag Team Champion.
Después de que el Campeonato ICE×60 quedara vacante tras la lesión de Maki Narumiya, Tsukushi participó en un torneo de ida y vuelta para determinar a la nueva campeona, y el 26 de enero luchó contra Hikaru Shida hasta el límite de diez minutos en su primer combate. El 11 de febrero, Tsukushi y Aoi Kizuki defendieron con éxito por primera vez los Campeonatos Mundiales de Tag Team y Reina contra Hailey Hatred y Kurumi, y Kizuki venció a Kurumi a falta de un segundo para el final del tiempo límite de veinte minutos, lo que habría provocado que los títulos quedaran vacantes.
Tras una victoria sobre Risa Sera y un empate con Neko Nitta, Tsukushi terminó su bloque de rondas del torneo del Campeonato ICE×60 el 16 de febrero con cuatro puntos, avanzando a las semifinales en el segundo lugar detrás de Hikaru Shida. El 23 de febrero, Tsukushi derrotó a Tsukasa Fujimoto en su combate de semifinales para avanzar a la final del torneo. El 27 de febrero, Tsukushi derrotó a Miyako Matsumoto para ganar el torneo y el Campeonato ICE×60 por primera vez. Tsukushi hizo su primera defensa exitosa del título el 31 de marzo contra Kurumi. 
El 14 de abril, Tsukushi debutó en la promoción JWP Joshi Puroresu, formando equipo con Rabbit Miu para derrotar a Nana Kawasa y Rydeen Hagane en un combate por equipos. El 4 de mayo, Tsukushi derrotó a su compañera de Seishun Midori, Aoi Kizuki, en su segunda defensa del Campeonato ICE×60. El 25 de mayo, Tsukushi y Kizuki perdieron los Campeonatos Mundiales de Tag Team y Reina ante Hikaru Shida y Tsukasa Fujimoto.
El 22 de junio, Tsukushi realizó su tercera defensa exitosa del Campeonato ICE×60 ante Neko Nitta. El 14 de julio, Tsukushi perdió el Campeonato ICE×60 ante Tsukasa Fujimoto en su cuarta defensa, en un combate de unificación de campeonatos también disputado por el Campeonato IW19, poniendo fin a su reinado en 137 días.
El 7 de septiembre, Tsukushi produjo su primer evento propio de la Ice Ribbon, con el que celebró su decimosexto cumpleaños y en el que perdió ante la veterana luchadora Gami en el evento principal. Del 5 de enero al 16 de marzo de 2014, Tsukushi participó en la Tag League the Best 2014 del JWP, formando equipo con Rabbit Miu bajo el nombre de equipo "Haruusagi".
Tras dos victorias y una derrota, el equipo ganó su bloque de ronda y avanzó a la final del torneo. El 16 de marzo, Haruusagi derrotó a Máscara Voladoras (León y Ray) en la final para ganar la Tag League the Best 2014 y convertirse en las aspirantes número uno a los campeonatos Tag Team de Daily Sports Women's y JWP. Tsukushi y Miu recibieron su oportunidad por el título el 4 de mayo, pero fueron derrotadas por Command Bolshoi y Kyoko Kimura en un combate de decisión por los títulos ahora vacantes.
Mientras tanto, de vuelta en Ice Ribbon, Tsukushi se involucró en una rivalidad argumental con Mio Shirai. Tras una pausa de dos años, Ice Ribbon recuperó el concepto "Teens" el 14 de agosto, con Tsukushi como nueva productora principal. En el evento principal de Teens8, Tsukushi y Rabbit Miu derrotaron a la International Ribbon Tag Team Champion Risa Sera y al representante de World Wonder Ring Stardom Takumi Iroha. El 15 de septiembre, Tsukushi y Rabbit Miu desafiaron sin éxito a Sera y Maki Narumiya por el International Ribbon Tag Team Championship.
El 14 de diciembre, Tsukushi hizo una aparición para Pro Wrestling Wave como parte de "Young Oh! Oh!", el equivalente al proyecto Teens de Wave, donde lideró a las "Pequeñas Yankees del Este de Japón" para ganar a las "Gigantes del Oeste de Japón" en un combate por equipos del evento principal de diez mujeres, anotando el pinfall decisivo sobre Rina Yamashita.
El 28 de diciembre en el evento más importante del año de Ice Ribbon, Ribbon Mania 2014, Tsukushi desafió sin éxito a su rival Mio Shirai por el Campeonato Mundial Union Fly To Everywhere. El 22 de febrero de 2015, Tsukushi debutó en el World Wonder Ring Stardom, derrotando a Momo Watanabe.
Poco después, tras el anuncio de Mio Shirai de que se retiraría de la lucha libre profesional, Tsukushi y ella pusieron fin a su rivalidad y Tsukushi sugirió que ambas formaran un tag team juntas. El 21 de marzo, el equipo, apodado Shishunki ("Pubertad"), derrotó a STAP (Maki Narumiya y Risa Sera) para ganar el International Ribbon Tag Team Championship.
Esto supuso el sexto reinado de Tsukushi con el título, un nuevo récord. Al final del evento, Tsukushi se enfrentó a la nueva campeona ICE×∞ Kurumi, lo que llevó a un combate por el título entre ambas el 29 de marzo, en el que Kurumi hizo su primera defensa exitosa del título. Tsukushi y Shirai hicieron sus primeras defensas exitosas del International Ribbon Tag Team Championship contra las Lovely Butchers (Hamuko Hoshi y Mochi Miyagi) el 24 de junio y las Orange Happies (Aoi Kizuki y Kayoko Haruyama) el 4 de julio.
Su reinado terminó en su tercera defensa el 17 de agosto contra Nekoka Tag (Leon y Neko Nitta). El 30 de agosto, Tsukushi retó sin éxito a Aoi Kizuki por el Campeonato ICE×∞. El 6 de septiembre, día en que cumplía 18 años, Tsukushi derrotó a Mio Shirai en el último combate individual de Shirai en Ice Ribbon. Tsukushi recibió otra oportunidad por el Campeonato ICE×∞ el 12 de marzo de 2016, pero volvió a ser derrotada, esta vez por Hamuko Hoshi.
El 22 de mayo, Tsukushi hizo una aparición especial para All Japan Pro Wrestling (AJPW), luchando en un combate por equipos, donde ella y Mochi Miyagi fueron derrotadas por Maya Yukihi y Risa Sera. También en mayo, Tsukushi participó en el torneo Catch the Wave 2016 de Pro Wrestling. Terminó su bloque de rondas con un récord de dos victorias y una derrota, empatando con Mika Iida y Melanie Cruise. Fue eliminada del torneo tras ser derrotada por Iida en un combate de desempate a tres bandas. Su combate con Iida fue elegido posteriormente como el mejor combate del torneo.
El 19 de septiembre, Tsukushi ganó el International Ribbon Tag Team Championship por séptima vez, cuando ella y Hiiragi Kurumi, con el nombre de "This is Ice Ribbon", derrotaron a Arisa Nakajima y Tsukasa Fujimoto por el título. El 9 de octubre perdieron el título ante los Wave Tag Team Champions Misaki Ohata y Ryo Mizunami en su primera defensa. El 3 de noviembre, Tsukushi retó a Tsukasa Fujimoto por el Campeonato ICE×∞. El combate terminó en un empate con límite de tiempo de 30 minutos, lo que hizo que el título quedara en suspenso.
Tsukushi llegó finalmente a las semifinales de un torneo para coronar al nuevo campeón, antes de perder ante Fujimoto el 31 de diciembre. El 26 de marzo de 2017, Tsukushi y Kurumi recuperaron el International Ribbon Tag Team Championship de manos de Ohata y Mizunami. Fueron despojadas del título el 28 de mayo, después de que su tercera defensa del título contra Hamuko Hoshi y Mochi Miyagi terminara en un empate con límite de tiempo de veinte minutos. Tsukushi y Kurumi recuperaron el título vacante el 11 de junio al derrotar al equipo de madre e hija formado por Hamuko Hoshi e Ibuki Hoshi.
El 9 de septiembre volvieron a ser despojadas del título debido al arresto de Tsukushi y su posterior inactividad en la lucha. El 20 de septiembre, Ice Ribbon anunció que Tsukushi dejaría de luchar por tiempo indefinido y que trabajaría para la empresa entre bastidores. Tsukushi tenía previsto desempeñar un papel importante en el próximo evento de jubilación de Manami Toyota, pero fue retirada del espectáculo a causa del incidente.
Tsukushi volvió al ring en el evento de fin de año de Ice Ribbon, RibbonMania 2017, el 31 de diciembre de 2017, donde fue derrotada por Tsukasa Fujimoto.
El 4 de marzo de 2022, anunció que se retiraría de los cuadriláteros durante el evento Ice Ribbon Yokohama Budokan Tournament II, que se celebró dos meses después, el 4 de mayo.

## Arresto de 2017
El 23 de julio de 2017, Dave Meltzer informó de que Tsukushi había sido detenida por intentar supuestamente apuñalar a su compañero de lucha Kagetsu. Ese mismo día, Tsukushi tenía previsto luchar en un evento de Dream Joshi Puroresu en Tokio, pero fue retirada del evento debido a su "mal estado físico".
Al día siguiente, Ice Ribbon celebró una rueda de prensa para anunciar que un luchador de 19 años de la promoción había sido arrestado la noche del 22 de julio en la prefectura de Saitama por una pelea en la que resultó herido un luchador de 25 años que no pertenecía a la promoción. El nombre de la luchadora detenida no se dio a conocer debido a que era "menor de edad", mientras que el nombre de la víctima no se dio a conocer por petición propia. La víctima fue descrita como una amiga y mentora de la luchadora detenida durante mucho tiempo. Tsukushi fue identificada como la luchadora detenida en una conferencia de prensa el 6 de septiembre, donde se disculpó por el incidente.

## Campeonatos y logros
- DDT Pro-Wrestling
  - Ironman Heavymetalweight Championship (1 vez)[1][59]
- Ice Ribbon
  - ICE×60 Championship (2 veces)[1][79]
  - International Ribbon Tag Team Championship (10 veces) – con Emi Sakura (1),[45] Tsukasa Fujimoto (3),[52][58] Kurumi/Hiiragi Kurumi (4),[66][143][130][133] Aoi Kizuki (1)[71] y Mio Shirai (1)[110]
  - IW19 Championship (3 veces)[1]
  - ICE×60 Championship League (2013)[79]
  - IW19 Championship Tournament (2011)[20]
- JWP Joshi Puroresu
  - JWP Tag League the Best (2014) – con Rabbit Miu[97]
- Pro Wrestling Wave
  - Catch the Wave Best Bout Award (2016) vs. Mika Iida el 3 de mayo
- REINA Joshi Puroresu
  - REINA World Tag Team Championship (1 vez) – con Aoi Kizuki[1][71]